# کامران حیدری
کامران حیدری (زاده ۱ شهریور ۱۳۵۸ در گچساران) مستندساز، عکاس، فیلم‌بردار، تدوین‌گر و نویسنده ایرانی‌ست. او از سال ۱۳۸۳ با ساخت مستند کوتاه داش آکل آغاز به کار کرد و تا کنون بیش از ۱۰ فیلم کوتاه و مستند از جمله من نگهدار جمالی وسترن می‌سازم (۱۳۹۱)، دینگومارو (۱۳۹۳) و واکَس چه (۱۳۹۸) ساخت است.
واکَس چه، آخرین ساختهٔ کامران حیدری به زندگی ابراهیم منصفی، شاعر و خوانندهٔ هرمزگانی می‌پردازد.
استیون اریکسون منتقد فیلم، در مقاله‌ای پیرامون آثار کامران حیدری، مستند من نگهدار جمالی، وسترن می‌سازم را ادامهٔ سنتی در فیلمسازی ایران می‌داند که انعکاس‌دهندهٔ فیلم‌هایی با موضوع فیلمسازی و کارگردانی همچون کلوزآپ و زیر درختان زیتون عباس کیارستمی هستند. این منتقد کامران حیدری را یکی از موفق‌ترین مستندسازان زنده می‌داند.

## زندگی
حیدری در یکم شهریور ۱۳۵۸ در شهر نفتی گچساران در خانواده‌ای اصالتاً قشقایی به دنیا آمد. پدر او کارمند شرکت نفت بود و از این رو او امکان دسترسی به سینمای شرکت نفت را داشت. او در آن سینما فیلم‌های بسیاری دید و علاقه ابتدایی خود به سینما را شکل داد.

## فیلم‌سازی
حیدری اولین فیلم مستند کوتاه خود را در شیراز به شیوه فیلم‌سازی تک نفره، از زندگی شخصیت اسطوره‌ای داش آکل در بافت قدیم شیراز در سال ۱۳۸۳ ساخت. اولین فیلم مستند بلند حیدری، من نگهدار جمالی وسترن می‌سازم پس از جلب علاقه عباس کیارستمی، توسط او به فستیوال‌های جهانی معرفی و منجر به نمایش این فیلم در فستیوال‌های بین‌المللی فیلم بوسان و روتردام شد. آثار بعدی او نیز به جشنواره‌های جهانی متعددی راه یافتند و از تلویزیون آرته فرانسه نیز به نمایش درآمدند.
حیدری علاقه بسیاری به انسان‌شناسی موسیقی دارد و فیلم‌های مستند دینگومارو و واکَس چه را با پژوهش دربارهٔ موسیقی جنوب ایران و با نگرشی انسان‌شناسانه ساخته‌است.

## فیلم‌شناسی
- داش آکل (۱۳۸۳)
- محمد بهمن‌بیگی (۱۳۸۵)
- پایان یک روز عالی (۱۳۸۸)
- من نگهدار جمالی وسترن می‌سازم (۱۳۹۱)
- دینگومارو (۱۳۹۳)
- علی آقا (۱۳۹۶)
- واکَس چه (۱۳۹۷)

## جایزه‌ها و افتخارات
- جایزه بهترین کارگردانی فیلم مستند نیمه بلند در جشن مستند مستقل سینمای ایران برای واکس چه [۱۶][۱۷][۱۸]
- نامزد بهترین فیلم مستند بلند در جشنواره بین‌المللی فیلم مستند آمستردام برای علی آقا[۱۹][۲۰] (۱۳۹۶)
- اکران فیلم در جشنواره جهانی پوسان کره جنوبی و جایزه بهترین فیلم[۲۱] (۲۰۱۳)
- اکران فیلم در جشنواره جهانی روتردام هلند (۲۰۱۳)